# Réserve écologique Charles-B.-Banville
La réserve écologique Charles-B.-Banville est située à Lac-Huron à 40 kilomètres au Sud-Est de Rimouski. Cette réserve protège un élément représentatif des Appalaches dans la région du Bas-Saint-Laurent. Le nom de la réserve rend hommage à l’abbé Charles-Borromée Banville (1925-1984), instigateur d'une Opération Dignité, un mouvement visant à contrer la fermeture des villages au Bas-Saint-Laurent et en Gaspésie au début des années 1970.